# Gregory Nagy
Gregory Nagy (ungar.: Nagy Gergely, Aussprache: [ˈnɒɟ ˈgɛrgɛj]; * 22. Oktober 1942 in Budapest) ist ein ungarisch-amerikanischer Klassischer Philologe. Er ist Spezialist für die homerischen Epen und die archaische Dichtung und hat insbesondere die Theorien von Milman Parry und Albert Lord zur mündlichen Improvisation von Ilias und Odyssee im Vortrag durch einen Sänger weiterentwickelt.

## Leben
Nagy erhielt seinen BA von der Indiana University 1962 in Altertumswissenschaft und Linguistik und seinen Ph.D. von der Harvard University im Jahr 1966 in klassischer Philologie. Seit 1966 ist er Professor an der Harvard University. 1987 wurde Nagy in die American Academy of Arts and Sciences gewählt. Seit 2000 ist er Direktor des Center for Hellenic Studies. Er ist Francis-Jones-Professor für klassische griechische Literatur und Professor für Vergleichende Literaturwissenschaft in Harvard und lehrt weiterhin halbtags in Harvard. Von 1994 bis 2000 war er Inhaber des Lehrstuhls für Altertumswissenschaft an der Harvard University. Von 1990 bis 1991 war er Präsident der American Philological Association.
Seine Brüder sind Blaise Nagy, emeritierter Professor für Altertumswissenschaft am College of the Holy Cross und Joseph F. Nagy, Henry-L.-Shattuck-Professor für Iristik am Institut für keltische Sprachen und Literaturen an der Harvard University.

## Schriften (Auswahl)
- Greek dialects and the transformation of an indo-european process, Loeb classical monographs, Harvard UP 1970
- Greek Mythology and Poetics, Harvard UP 1992
- The Best of the Achaeans: Concepts of the Hero in Archaic Greek Poetry. Johns Hopkins University Press, Baltimore 1979; 2. Aufl. 1999.
  - Französische Übersetzung: Le meilleur des Achéens: La fabrique du héros dans la poésie grecque archaïque. Trans. J. Carlier and N. Loraux. Editions du Seuil, Paris 1994.
- Plato’s rhapsody and Homer’s music. The poetics of the Panathenaic festival in Classical Athens. Cambridge 2002, ISBN 0-674-00963-0.
- Homeric responses. Berkeley 2003, ISBN 0-292-70553-0.
- Modern Greek Literature: Critical Essays, Garland Reference Library of the Humanities, 2003
- Homer the classic. Cambridge 2009, ISBN 0-674-03326-4.
- Homer the preclassic. Berkeley 2010, ISBN 0-520-25692-1.
- The ancient greek hero in 24 hours, Belknap Press, Harvard 2013